# Barbara Henry
Barbara Henry (Providence, 1º gennaio 1932) è un'insegnante statunitense, famosa per aver insegnato a Ruby Bridges, la prima bambina afroamericana a frequentare la scuola elementare William Frantz, situata a New Orleans.

## Biografia
Barbara Henry era andata alla Girls Latin School di Boston, dove "abbiamo imparato ad apprezzare e godere dei nostri importanti punti in comune, tra le nostre differenze esteriori di classe, comunità o colore". Aveva insegnato in scuole militari d'oltremare, che furono integrate. Henry e suo marito erano stati a New Orleans per due mesi, quando il sovrintendente chiese di affidarle un incarico di insegnante. Quando Henry chiese se il lavoro era in una scuola che sarebbe stata integrata, il sovrintendente rispose: "Questo farebbe la differenza per te?" e rispose di no.
Il primo giorno dell'anno scolastico, nel 1960, l'incessante rifiuto di Henry e Bridges di essere intimidite le portò a diventare figure di spicco nella lotta per i diritti civili americani. Non appena Bridges entrò nella scuola, i genitori bianchi portarono fuori i loro figli; tutti gli insegnanti bianchi, tranne uno, si rifiutarono di insegnare mentre un bambino di colore era iscritto. Solo Barbara Henry era disposta a insegnare a Bridges, e per più di un anno lei le insegnò da sola, "come se stesse insegnando a un'intera classe". Quel primo giorno, Ruby e Henry trascorsero l'intera giornata nell'ufficio del preside; il caos della scuola impedì loro di andare in classe fino al secondo giorno. Inizialmente Ruby Bridges era preoccupata di incontrare la Henry per la prima volta, ricordando più tardi che "non avevo mai visto un insegnante bianco prima, ma la signora Henry era l'insegnante più bella che avessi mai avuto. Ha cercato molto duramente di tenere la mia mente fuori da ciò che stava succedendo fuori. Ma non potevo dimenticare che non c'erano altri bambini".
Il primo giorno di scuola integrata a New Orleans, il 14 novembre 1960, fu commemorato da Norman Rockwell nel dipinto The Problem We All Live With.